# Libby Trickett
Lisbeth Constance Trickett (nacida Lenton; Townsville, 28 de enero de 1985) es una nadadora australiana especialista en pruebas de velocidad. Ha ganado cuatro medallas olímpicas y doce en campeonatos mundiales, y actualmente es plusmarquista mundial en seis pruebas: tres en piscina larga (50, 100 y relevos 4 × 100 metros libres) y tres en piscina corta (100 y 200 metros libres y 100 metros mariposa)
El 14 de diciembre de 2009 anuncia su retirada de la natación.

## Resultados
| Año  | Competición               | Lugar     | Puesto | Marca                                             |
| ---- | ------------------------- | --------- | --- | ------------------------------------------------- |
| 2003 | Campeonatos del Mundo     | Barcelona | 3ª en 50 m libres 3ª en 4 × 100 m libres | 25.08 3:38.83                                     |
| 2004 | Juegos Olímpicos          | Atenas    | 3ª en 50 m libres 1.ª en 4 × 100 m libres | 24.91 3:35.94                                     |
| 2005 | Campeonatos del Mundo     | Montreal  | 1.ª en 50 m libres 1.ª en 4 × 100 m libres 1.ª en 4 × 100 m estilos 2ª en 100 m mariposa 2ª en 4x200 m libres                                         | 24.59 3:37.32 3:57.47 57.37 7:54.06               |
| 2006 | Juegos de la Mancomunidad | Melbourne | 1.ª en 50 m libres 1.ª en 100 m libres 1.ª en 4 × 100 m libres 1.ª en 4x200 m libres 1.ª en 4 × 100 m estilos 2ª en 200 m libres 2ª en 100 m mariposa | 24.61 53.54 3:36.49 7:56.68 3:56.30 1:57.51 57.80 |
| 2007 | Campeonatos del Mundo     | Melbourne | 1.ª en 50 m libres 1.ª en 100 m libres 1.ª en 100 m mariposa 1.ª en 4 × 100 m libres 1.ª en 4 × 100 m estilos                                         | 24.53 53.40 57.15 3:35.48 3:55.74                 |
| 2008 | Juegos Olímpicos          | Pekín     | 1.ª en 100 m mariposa 3ª en 4 × 100 m libres | 56.73 3:35.05                                     |

## Mejores marcas

### Piscina Larga (50 metros)
- 50 metros libres - 23.97 (Sídney, 29 de marzo de 2008) - RÉCORD MUNDIAL
- 100 metros libres - 52.88 (Sídney, 27 de marzo de 2008)  - RÉCORD MUNDIAL
- 100 metros mariposa - 56.73 (Pekín, 11 de agosto de 2008)
- 4x100 metros libres - 3:35.05 (Pekín, 10 de agosto de 2008)
- 4x200 metros libres - 7:54.06 (Montreal, 1 de agosto de 2005)
- 4x100 metros estilos - 3:55.74 (Melbourne, 31 de marzo de 2007) - RÉCORD MUNDIAL

### Piscina Corta (25 metros)
- 100 metros libres - 51.01 (Melbourne, 9 de agosto de 2009) - RÉCORD MUNDIAL
- 200 metros libres - 1:53.29 (Sídney, 19 de noviembre de 2005) - RÉCORD MUNDIAL
- 100 metros mariposa - 55.74 (Canberra, 26 de abril de 2008) - RÉCORD MUNDIAL
- 4x100 metros libres - 3:31.66 (Melbourne, 2 de septiembre de 2007)
- 4x100 metros estilos - 3:51.84 (Shanghái, 7 de abril de 2006)